# Louis Soldan
Louis Soldan (* 19. März 1920 in Wien; † 25. April 1971 ebenda) war ein österreichischer Schauspieler und Hörspielsprecher.

## Leben
Louis Soldan war Sohn des Schuhfabrikanten Alois Soldan. Nach Besuch der Volks- und Mittelschule erhielt er eine Ausbildung am Schauspielseminar Dr. Beer. Von 1950 bis 1951 war Soldan an den Vereinigten Bühnen in Graz engagiert. Es folgten ab 1951 Auftritte am Volkstheater in Wien. 1954 bis 1958 war er Ensemblemitglied des Theaters in der Josefstadt.
Louis Soldan wirkte in verschiedenen Film-, Fernseh- und Hörspielproduktionen mit.
1947 spielte er unter anderem mit Paul Hörbiger, Hans Moser, Maria Andergast und Waltraud Haas in dem Film Der Hofrat Geiger nach einem Lustspiel (Bühnenstück) von Martin Costa. Im Jahr 1958 verkörperte er den Armand in der Filmkomödie So ein Millionär hat’s schwer mit Peter Alexander und Heinz Erhardt unter der Regie von Géza von Cziffra.
Als Sprecher war Louis Soldan 1962 in der Rolle des Otto von Bogner in der Hörspielfassung der Novelle Spiel im Morgengrauen von Arthur Schnitzler in einer Produktion des Hessischen Rundfunks und des Schweizer Radios zu hören. Neben Soldan sprachen in weiteren Rollen Erik Schumann, Oskar Werner, Susi Nicoletti und Leopold Biberti.

## Filmografie
- 1940: Operette
- 1943: Der kleine Grenzverkehr
- 1943: Der zweite Schuß
- 1944: Junge Herzen
- 1947: Der Hofrat Geiger
- 1950: Großstadtnacht
- 1950: Gruß und Kuß aus der Wachau
- 1951: Wenn eine Wienerin Walzer tanzt
- 1953: Franz Schubert – Ein Leben in zwei Sätzen
- 1955: Du bist die Richtige
- 1955: Um Thron und Liebe
- 1955: Die Försterbuben
- 1956: …und wer küßt mich? (Ein Herz und eine Seele)
- 1956: Husarenmanöver
- 1957: Noch minderjährig (Unter Achtzehn)
- 1957: Die schöne Lügnerin (TV)
- 1957: Die Fee (TV)
- 1958: So ein Millionär hat’s schwer
- 1959: Simone (TV)
- 1960: Die liebe Familie (TV)
- 1961: Die Kaiserin (TV)
- 1962: Weekend-Party (TV)
- 1962: Deutschland – deine Sternchen
- 1963: Alles gerettet (TV)
- 1963: Alte Briefe (TV)
- 1963: Frauen sind keine Engel (TV)
- 1964: Pension Spreewitz (Fernsehserie, 1 Folge)
- 1966: Donaugeschichten (Fernsehserie, 1 Folge)
- 1967: Zwei ahnungslose Engel (TV)
- 1968: Schamlos
- 1968: Der keusche Lebemann (TV)
- 1970: Fast ein Hamlet (TV)
- 1970: Der Satyr aus der Vorstadt (TV)
- 1970: Frühstück im Büro (TV)
- 1972: Die Abenteuer des braven Soldaten Schwejk – Folge 2

## Hörspiele (Auswahl)
- 1949: Towaritsch
- 1958: An den Ufern der Plotinitza
- 1962: Spiel im Morgengrauen (zwei Teile)
- 1970: Das Jahr 3000